# Giuseppe Ferrero
Giuseppe Ferrero (Torino, 13 ottobre 1942) è un ex calciatore italiano, di ruolo centrocampista.

## Carriera
Cresciuto nel Barriera Nizza di Torino, passa nel 1961 al Monza.
Con i brianzoli gioca sette stagioni, sei in Serie B ed una in Serie C. Retrocesso in terza serie al termine della Serie B 1965-1966, vince con i biancorossi il Girone A della Serie C 1966-1967, dopo aver superato nello spareggio contro il Como per 1-0.  
Tornato a giocare in cadetteria, ottiene nell'ultima stagione tra i lombardi l'ottavo posto finale.
La permanenza tra i brianzoli fu intramezzata da un'esperienza nella Coppa delle Alpi 1967 con il Milan, chiusa al sesto posto finale.
Nel 1968 passa al Cagliari, in Serie A. Con i sardi esordisce il 27 aprile 1969 nella vittoria casalinga per 2-0 contro l'Hellas Verona.
Con il sodalizio isolano gioca due incontri, ottenendo il secondo posto finale.
Nel 1969 passa al Genoa. Con il club genovese esordisce il 14 settembre dello stesso anno nella sconfitta esterna per 1-0 contro la Ternana. Con il club rossoblu subisce un grave incidente di gioco e retrocede in terza serie dalla stagione cadetta 1969-1970. 
Con i genoani torna immediatamente in cadetteria, pur non giocando alcun incontro nella Serie C 1970-1971.
Nella stagione 1972-1973, giocando un solo incontro, vinse il campionato cadetto ottenendo la promozione in Serie A.
Nel 1973 passa al Savona, club con cui non gioca alcun incontro ufficiale.
In carriera ha totalizzato complessivamente 2 presenze in Serie A e 134 presenze e 10 reti in Serie B.

## Palmarès

### Club

#### Competizioni nazionali
- Serie C: 1

Monza: 1966-1967
Genoa: 1970-1971
- Serie B: 1

Genoa: 1972-1973